# Hermandad de San José Obrero
La Hermandad de San José Obrero es una cofradía católica de Sevilla. Realizó su primera estación de penitencia en la tarde del Sábado de Pasión del año 2013.
El nombre completo de la corporación es Humilde y Fervorosa Hermandad Sacramental y de Gloria de San José Obrero, San Francisco de Paula e Inmaculada Concepción y Cofradía de Nazarenos de Nuestro Padre Jesús de la Caridad y Nuestra Señora de los Dolores.

## Historia
Fue fundada en la parroquia de San José Obrero de la ciudad de Sevilla en el año 1960. El 25 de enero de 1961 fueron aprobadas sus primeras reglas. El 15 de septiembre de 1962, fue bendecida una imagen de la virgen, propiedad de la hermandad, con la advocación de Nuestra Señora de los Dolores, realizada aquel mismo año por el entonces joven imaginero Luis Álvarez Duarte. En el año 2003 le fueron otorgados los títulos de Humilde y Fervorosa. Un año más tarde se bendice la Imagen de Nuestro Padre Jesús de la Caridad, ópera prima del imaginero Fernando Aguado. En septiembre de 2008, la Virgen de los Dolores realizó su primera salida procesional bajo palio, continuándose los años siguientes en esta fecha. En febrero de 2012 pasó a convertirse en Hermandad de Penitencia, tras aprobarse nuevas reglas.
El Sábado de Pasión de 2013 realizó su primera Estación de Penitencia por las calles de su barrio con dos pasos: Jesús de la Caridad acompañado por Simón de Cirene y la Virgen de los Dolores bajo palio. Desde el año 2018, la Estación se efectúa al Santuario de la Hermandad de los Gitanos.
En el año 2023, la imagen de San José Obrero presidió en la Catedral el Pregón de las Glorias de Sevilla.

## Titulares
El Señor de la Caridad es obra de Fernando Aguado del año 2004. Procesiona junto con una talla de Simón de Cirene realizada en 2013 por el mismo escultor. Simón de Cirene ayuda a Jesús a llevar la cruz.
La Virgen de los Dolores es una talla realizada por Luis Álvarez Duarte en el año 1962. Como una gran mayoría de vírgenes de la Semana Santa sevillana, procesiona bajo palio.
La hermandad cuenta con una talla de otro de sus titulares, San José Obrero. Se trata de una escultura antigua, de autor anónimo restaurada, en la segunda mitad del siglo XX, que realiza su salida procesional por las calles del barrio el primer domingo de mayo.

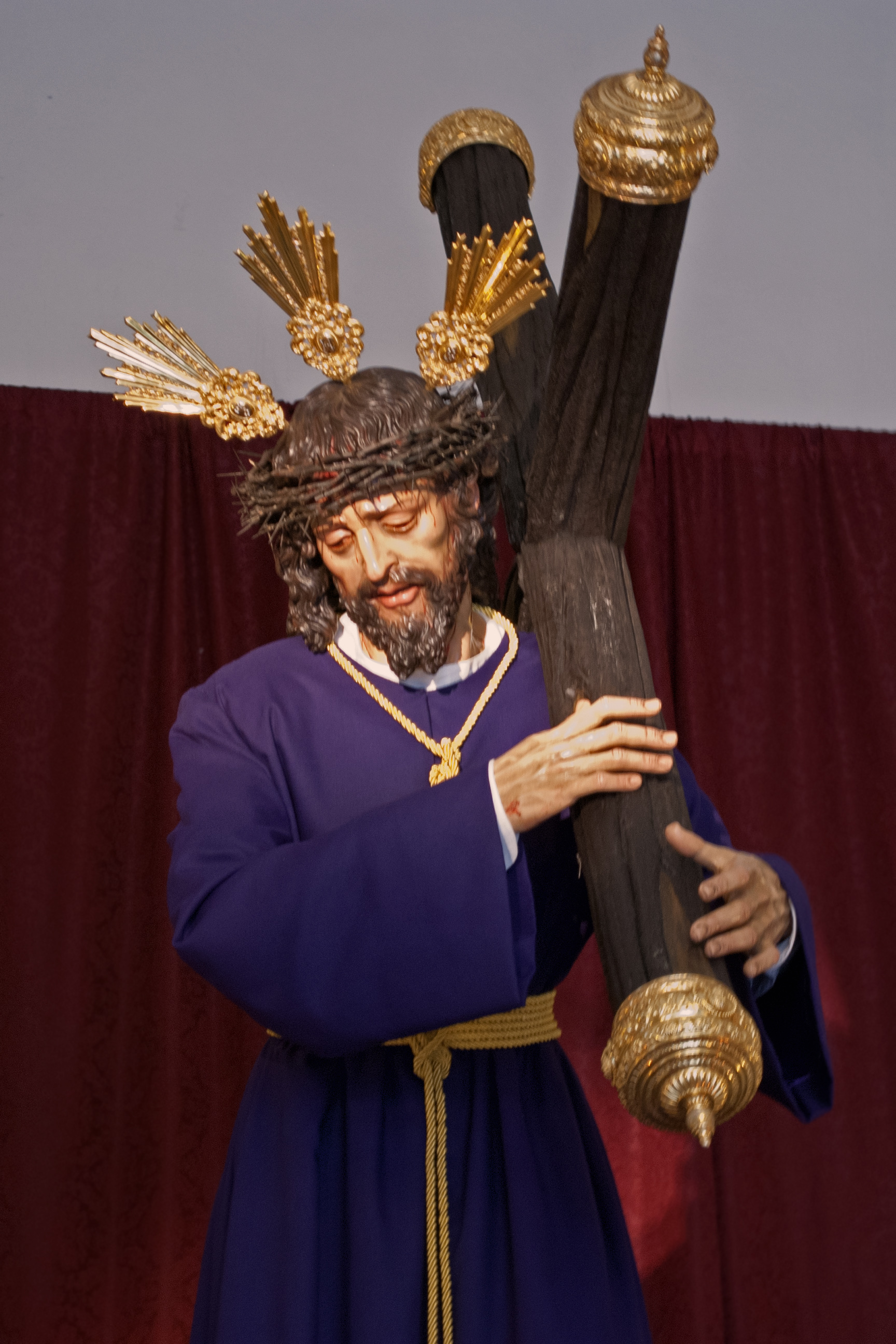
Cristo de la Caridad, obra de Fernando Aguado
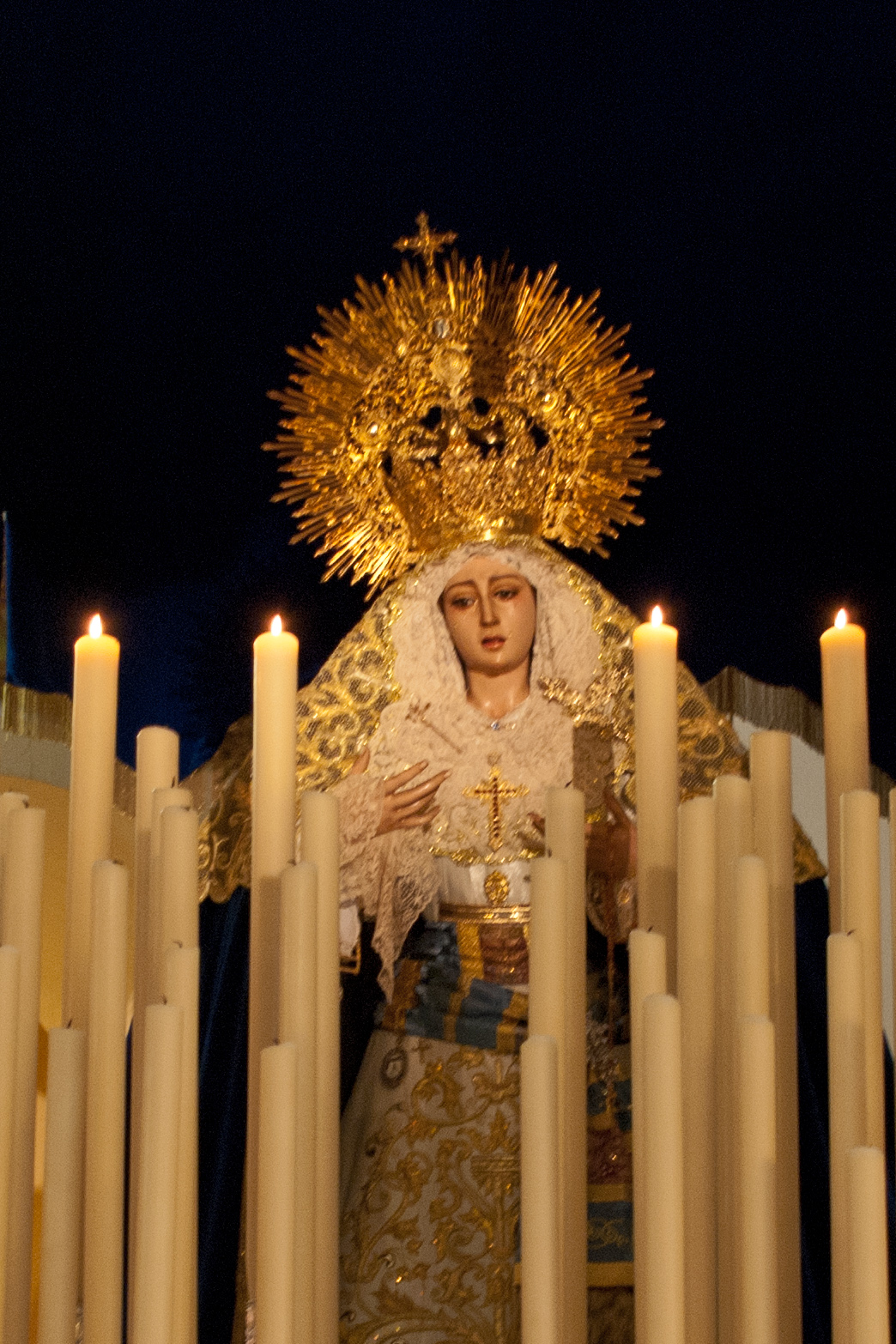
Virgen de Nuestra señora de los Dolores, original de Luis Álvarez Duarte.
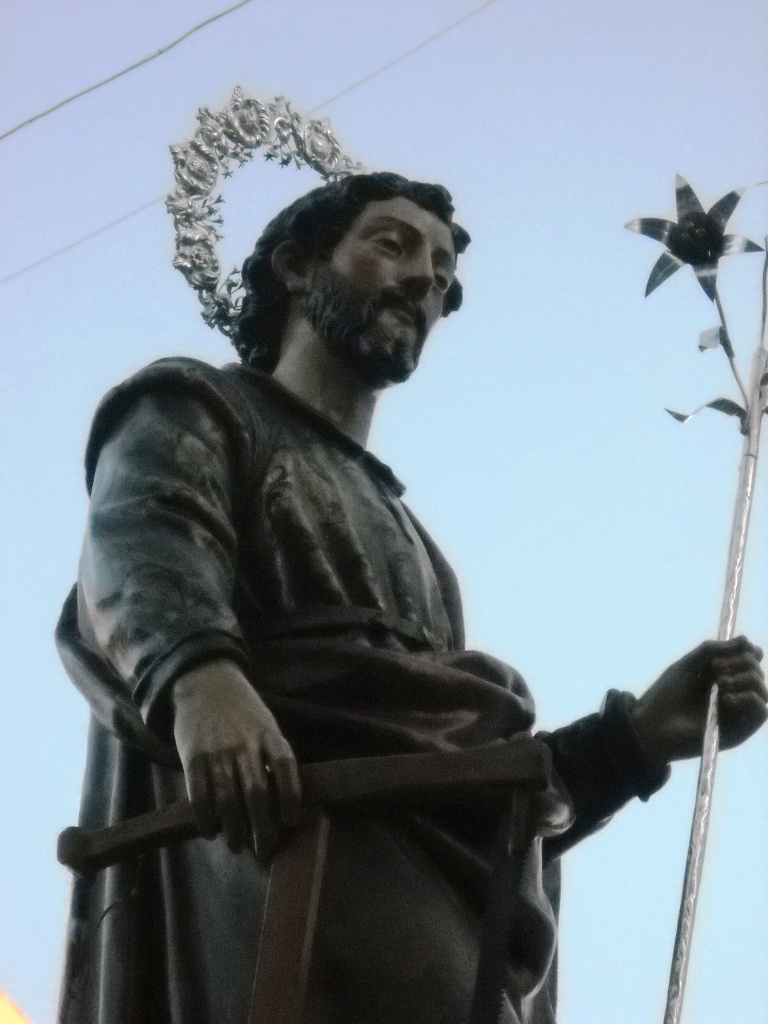
San José Obrero, titular de gloria de la hermandad, que procesiona en mayo

## Paso por la carrera oficial
| Predecesor: Ninguno     | Orden de entrada en la carrera oficial (mayo) 1º lugar             | Sucesor: Hermandad de la Divina Pastora de San Antonio |
| Predecesor: Torreblanca | Orden de entrada en la carrera oficial (Sábado de Pasión) 4º lugar | Sucesor: Padre Pío                                     |